# Roberto Rojas González
Roberto Rojas (Madrid, 17 de novembre de 1974) és un exfutbolista madrileny, que ocupava la posició de defensa.

## Trajectòria esportiva
Format al planter del Reial Madrid, passa pels diversos filials fins a debutar amb el primer equip a la temporada 98/99, en la qual hi disputa cinc partits. L'estiu del 1999 deixa el club madrileny i marxa al Màlaga CF. En l'equip andalús el defensa hi va romandre cinc temporades, jugant prop d'un centenar de partits. Va començar com a titular, però posteriorment va passar a la suplència.
La temporada 04/05 fitxa pel Rayo Vallecano, el qual militava a Segona B. Després militaria en altres equips modestos de la Comunitat de Madrid, com l'Alcorcón o el Parla, on es va retirar el 2007.